# 帕利埃奧澤羅湖
帕利埃奧澤羅湖是俄羅斯的湖泊，由卡累利阿共和國負責管轄，面積100.2平方公里，集水區面積6,220平方公里，最大水深74米，湖水主要來自融雪，每年十一月至翌年五月結冰。